# う단
う단(う段 우단[*])은 오십음도에서 세 번째 단(제3단)이다. う, く, す, つ, ぬ, ふ, む, ゆ, る, (う)로 구성된다. 어떤 음에도 모음 /u/가 포함된다. 이 모음은 도쿄 방언 등에서는 입술을 둥글게 하지 않는 [ɯ](IPA) = [M](X-SAMPA)가 된다. 입술을 둥글게 해서 발음하는 사람이라도 [す]와 [つ]만은 둥글게 하지 않고 발음하는 것도 있다. 또, 종종 무성 자음의 뒤(く, す, つ, ふ)에서 무성(성대의 울림을 따르지 않음)화한다. 현대에서도 う단의 음에 연속하는 ‘い’, ‘え’는 ウィ, ウェ로 발음되는 일이 있으며, 화자에 따라서는 알아듣고 있다. 대한민국의 외래어 표기법에서는 う, ぬ, ふ, む,	る, ル, ゆ는 각각 '우, 구, 누, 후, 유, 루'로 적고, つ와 す는 각각 '스, 쓰'로 적는다. 